# Potencjał biotyczny
Potencjał biotyczny określa zdolność organizmu do przetrwania w walce o byt, pomimo niesprzyjających warunków środowiska zewnętrznego.
Potencjał biotyczny jest wyznaczany na podstawie analizy płodności i śmiertelności osobników danego gatunku.
Potencjał biotyczny - podstawową charakterystykę gatunku, zdefiniował Chapman (1925) jako "nieodłączną moc organizmów do reprodukcji i przetrwania". W 1931 r. Chapman rozwinął tę myśl: "Jest to rodzaj sumy algebraicznej liczby młodych rodzących się podczas każdej reprodukcji, liczba reprodukcji w danym okresie, stosunek płci gatunków i ich ogólna zdolność do przetrwania w danych warunkach fizycznych".
Chapman nawiązał do "indeksu witalności":
- Indeksu witalności = (liczba urodzeń/liczba zgonów)*100

Potencjał biotyczny jest najwyższym możliwym indeksem witalności gatunku; dlatego oblicza się go dla najwyższego wskaźnika urodzeń i najniższego wskaźnika zgonów gatunku.